# Luka Rupnik
Luka Rupnik (ur. 20 maja 1993 w Lublanie) – słoweński koszykarz, olimpijczyk z Tokio 2020.

## Kariera reprezentacyjna
Znalazł się w składzie reprezentacji Słowenii na igrzyska olimpijskie w Tokio w 2021, gdzie Słoweńcy zajęli 4. miejsce.